# Esquiva Falcão
Esquiva Falcão Florentino (Vitória, 12 de dezembro de 1989) é um pugilista brasileiro. Em 2012, tornou-se o primeiro boxeador brasileiro a conquistar a medalha de prata em uma olimpíada,nos Jogos Olímpicos de Londres 2012.
Esquiva é irmão de Yamaguchi Falcão e filho de Adegard Câmara Florentino, conhecido como Touro Moreno, ex-pugilista que ganhou esta alcunha ao empatar uma luta realizada na década de 60 contra Waldemar Santana, pupilo de Hélio Gracie.

## Carreira
Esquiva, quando criança, treinava na academia improvisada por seu pai no quintal de casa, onde esmurrava uma bananeira para aprimorar socos.
Foi medalha de bronze nos Jogos Sul-Americanos de 2010, em Medellín. Em 2011 foi medalha de bronze no Mundial Amador.
Nos Jogos Olímpicos de Londres 2012, participando da categoria peso médio (até 76 kg), derrotou Soltan Migitinov por 24 a 11 nas oitavas-de-final e nas quartas-de-final, o húngaro Zoltán Harcsa, por 14 a 10. Com isso, Esquiva garantiu uma medalha olímpica, feito que um brasileiro não conseguia desde 1968, com Servílio de Oliveira; e garantiu também a melhor campanha do boxe brasileiro em Jogos Olímpicos de todos os tempos. Na semifinal, Esquiva derrotou o britânico Anthony Ogogo por 16 a 9, aplicando dois knockdowns e quase eliminando o britânico por KO. Na final, Esquiva enfrentou o japonês Ryota Murata, onde perdeu por apenas 1 ponto, devido à uma punição no último round, que tirou 2 pontos de Esquiva. Terminou com a medalha de prata, o melhor resultado de um brasileiro no boxe olímpico em todos os tempos, até Robson Conceição conquistar o ouro olímpico nos Jogos Olímpicos de Verão de 2016.
Foi convidado a ser o porta-bandeira da delegação brasileira durante a cerimônia de encerramento dos Jogos Olímpicos de Londres, devido ao seu grande desempenho.
Em sua 2ª luta profissional na carreira, Esquiva Falcão enfrentou o americano Publio Pena, e para quem assistiu o combate com certeza viu um verdadeiro show de combinações do Esquiva em seu adversário, dominando-do do início ao fim. O nocaute só não ocorreu mesmo pois este americano é muito duro, pois tem um queixo de granito e aguentou firme o tranco até o final. Pelo que foi mostrado em suas lutas no boxe profissional, o Esquiva, tem um grande futuro pela frente e nos dará muito orgulho ainda ao boxe profissional brasileiro que estava necessitando de uma fera como esta para mostrar ao mundo, que o nosso boxe ainda tem o seu valor , pois o Brasil é o melhor nas lutas.
Na 3ª luta como profissional, Esquiva enfrentaria o australiano Alex Don porém a luta não aconteceu devido a uma lesão na costela sofrida por seu oponente. Logo anunciaram o adversário substituto o sul-coreano Eun-Chang Lee, a luta foi amplamente dominada por Esquiva e após castigar seu adversário, a luta foi vencida por decisão unânime.
A 4ª luta de Esquiva foi marcada pela mudança de categoria, agora Esquiva luta entre os pesos médios-ligeiros e não mais pesos médios. Luta marcada diante do americano Malcolm Terry e antes mesmo da sua estréia no pesos médio-ligeiro Esquiva afirmou: "Conversamos durante os últimos meses e desde o início a ideia era que eu lutasse mais leve. Assim, tenho mais velocidade e mais força. Podem esperar um Esquiva nocauteador. Já estava rápido e forte, agora estou mais rápido ainda e com muita força". Após essa declaração, o filho de Touro Moreno não decepcionou e venceu mais essa luta, e por nocaute no 2º round com um direto de canhota em cheio, no queixo de Malcolm Terry, que caiu no mesmo momento. 
Estimou-se que a próxima luta de Esquiva seria em Outubro de 2014, sempre com transmissão do SporTV.

## Expectativas para cinturão
Após sua 4ª vitória, sua equipe Top Rank planeja que Esquiva possa estar disputando o cinturão em 2 anos (2016). Sobre isso, Esquiva disse: "A equipe Top Rank falou que em dois anos já posso estar disputando cinturão. Mas para mim, se for pra disputar amanhã, já vou estar liso, pronto para luta". A expectativa sobre Esquiva e seu irmão são grandes e reais, podendo botar o Brasil de novo no cenário mundial do Boxe, assim como fizeram nas Olimpíadas.
Em fevereiro de 2021, ele obteve sua 28º vitória seguida. Esta contra o Russo Artur Akavov, vencendo-o na passada do 4° para o 5° round quando o corner do atleta desistiu por uma aparente fratura no nariz. Akavov já havia desafiado duas vezes o título mundial da WBO (Organização Mundial de Boxe), contra Billy Joe Saunders na primeira e o atual campeão Demetrius "boo boo" Andrade; que o venceram no por pontos, com uma decisão unanime muito contestada (Contra Joe Saunders) e com um controverso nocaute técnico no 12° assalto, quando o juiz decidiu parar a luta. Com isto, subiu para o número 5 do mundo no ranking da IBF (Federação Internacional de Boxe). No WBC (Conselho Mundial de Boxe), Esquiva Falcão estava ranqueado em 6º lugar. Já na WBO (Organização Mundial de Boxe) o atleta estava na 3ª colocação. 
Em 2023, o cazaque campeão mundial da IBF Gennady Golovkin perdeu o cinturão após recusar a lutar com Esquiva Falcão, levando a organização a ditar que o brasileiro faria parte de uma disputa do título. Originalmente o adversário seria o australiano Michael Zerafa, que optou por buscar o título da World Boxing Association, levando Falcão a no lugar enfrentar o alemão Vincenzo Gualtieri. Apesar do favoritismo após 30 vitórias, acabou perdendo a luta, promovida em Wuppertal, Alemanha.